# 미라시슬라

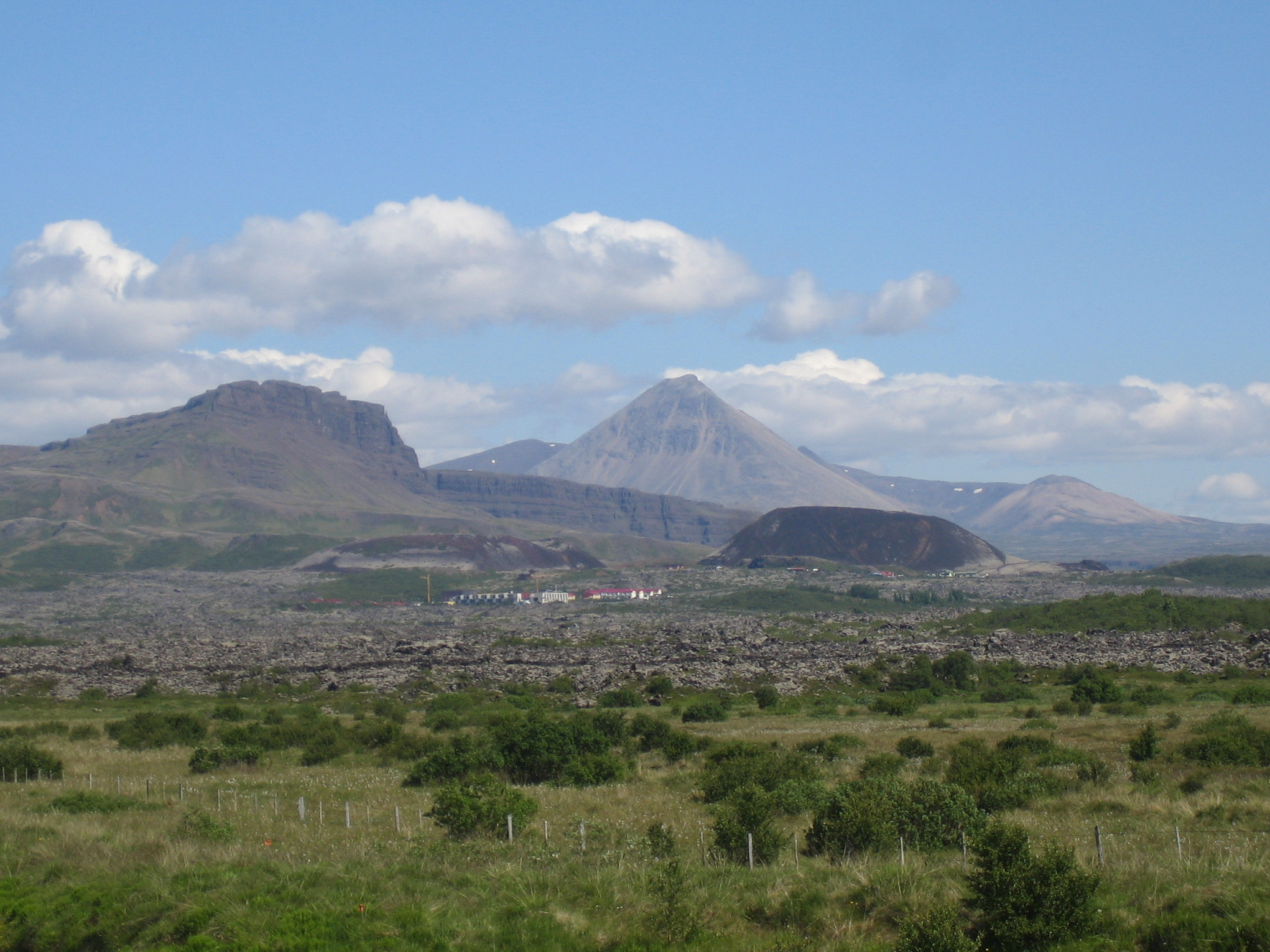

미라시슬라(아이슬란드어: Mýrasýsla)는 아이슬란드의 주이다. 이 주는 베스튀를란드 지역에 있다.